# Salangana de la Sonda
La salangana de la Sonda (Aerodramus salangana) és una espècie d'ocell de la família dels apòdids (Apodidae).
Habita el obert i forestal, criant en coves. Viu a les terres baixes fins als 1000 m de les Illes Grans de la Sonda, a Sumatra, Borneo, Java, Sulawesi i Balabac (a les Filipines).